# بنوآ پر
بنوا پر (به فرانسوی: Benoît Paire) (زاده ۱۸ مهٔ ۱۹۸۶ - اوینیون) تنیس‌باز اهل کشور فرانسه است.
پایر در مسابقات بین‌المللی مهمی شرکت کرده است که می‌توان به صعود وی به مرحله یک چهارم نهایی مسابقات تنیس آزاد استرالیا در بخش دونفره در سال ۲۰۱۳ اشاره کرد، بهترین رتبه وی در رتبه‌بندی جهانی تنیس ۲۶ (۲۰ مه ۲۰۱۳) بوده است.